# 日本通訳協会
株式会社日本通訳協会（にほんつうやくきょうかい）は、東京都新宿区に事務所を持ち、「通訳技能検定試験」および「ボランティア通訳技能検定試験」を主な事業としていた株式会社である。
2008年11月の検定試験を試験日直前に中止し、同年12月下旬には全ての業務の停止と事務所の閉鎖を発表した。受験料返還についての問題が解決されていないが、11月の試験中止以降、一般の受験者は同社と連絡が取れない状態が続いている（2009年3月現在）。同社の公式サイト上には簡単な通知が掲載されていた。月に一回程度その通知が更新され、一方的な告知が行われる状況が続いていたが（2009年3月現在）、現在は公式サイトも閉鎖されている。

## 検定試験中止以降の同社ホームページ上の通知
2008年11月4日付け通知文（要点：一部)
- 表題：「受験者の皆様へ　日本通訳協会閉鎖のお知らせ」
- 金融支援が受けられないために、同社を閉鎖する。
- 通検、V通検、中日通検などの各試験の実施を断念する。
- 「業界の各社と協議中であり、 皆様方の受験料がむだにならないように努力していく所存です。」（原文より抜粋）
- 2008年11月下旬に今後の連絡先を同社ホームページ上に掲載する。

2008年12月26日付け通知文（要点：一部）
- 「12月末日をもってすべての業務及びオフィスを閉鎖する」（原文より抜粋）

2009年2月17日付け通知文（要点：一部）
- 「「通訳技能検定」に変わる新しい通訳検定試験に関しては、業界団体で検討を続行しています」（原文より抜粋。“変わる”という表記も原文まま）
- 「新しい制度の中で通検の受験者に対する何らかの優待制度もあわせて検討中です」（原文より抜粋）
- 次回の発表は同社ホームページ、または「関係業界誌の紙面等」（原文より抜粋）に掲載する。

## 関連法人
- 株式会社通協リンガパートナーズ